# 巴特米滕多夫
巴特米滕多夫是奥地利施蒂利亚州利岑县的一个市镇。总面积112.5平方公里，总人口3168人，人口密度28.2人/平方公里（2005年）。